# La crisi in giallo
La crisi in giallo è un'antologia di sei racconti gialli ambientati nel periodo della crisi economica contemporanea scritti da autori che collaborano da tempo con la casa editrice siciliana Sellerio. 
Gli scrittori pongono i protagonisti dei loro romanzi al centro di vicende non prettamente poliziesche.

## La struttura
Poiché i protagonisti dei racconti sono tutti personaggi che compaiono in numerose narrazioni precedenti dei rispettivi autori, ciascun racconto è accompagnato da una breve nota editoriale che contiene cenni storici o biografici utili ai lettori che eventualmente non li avessero ancora conosciuti.

## L'antologia
- L'anello mancante, di Antonio Manzini [protagonista: Rocco Schiavone]

Dopo mesi di proroghe il vicequestore Rocco Schiavone è stato ormai trasferito ad Aosta, né il tempo né l'ambiente sociale somigliano a quelli di Roma, ma lui è rimasto lo stesso. Cinico e sprezzante delle regole che ritiene ingiuste (non si fa mancare qualche canna, considera la gerarchia un fenomeno irrilevante…) si trova alle prese con il ritrovamento del cadavere di uno sconosciuto tumulato all'interno di una tomba di famiglia da almeno cinque anni. Le indagini lo indirizzeranno alla soluzione che però umanissime miserie suggeriranno di tenere all'interno dei pochi poliziotti che hanno partecipato alle ricerche; ufficialmente verrà propinata una favoletta sentimentale.
- Il fatto viene dopo, di Gaetano Savatteri  [protagonista: Saverio Lamanna]

Sono passati oltre venti anni da quando Saverio era conteso tra due belle ragazze. Le due, Serena ed Antonia, si trovano ora una contro l'altra in un processo per danni dopo una rissa tra adolescenti. La sempre più splendida (ma povera) Serena dovrebbe rimborsare un'ingente somma ad Antonia (ricca e bella) madre del quindicenne Fabrizio. Saverio viene chiamato per un impossibile arbitrato tra le due ex, ma contemporaneamente si troverà a fare da intermediario in una rivendicazione sindacale che da burletta si concluderà in tragedia. Nella sua vita si avvicendano amori vecchi e nuovi, crisi finanziarie appena tamponate, difficoltà logistiche, il tutto sempre affrontato con autoironico distacco.
- Chi ha il pane non ha denti, chi ha denti non ha pane, di Francesco Recami

L'ultraottantenne Luigi de Angelis sembra destinato a non godersi la sportivissima BMW che mantiene a fatica. Stavolta oltre al rischio di non vedersi rinnovata la patente, deve affrontare un cagnetto che fa i propri bisogni sulle ruote della sua auto. Nel frattempo Amedeo Consonni, settantenne ex tappezziere, e la sua “quasi” compagna cinquantenne Angela, intervengono per aiutare altri due condomini della casa di ringhiera: un'anziana finto-disabile e la famiglia dell'alcolizzato (in terapia) Claudio Giorgi.
- Operazione Raskol'nikov, di Autori: Nicola Fantini  e Laura Pariani

Un pensionato, veterocomunista inossidabile e la moglie ancora in attività come professoressa, si trovano ad indagare sulla scomparsa di una somma di denaro sottratto da casa di una defunta vedova cinquantenne; la ricca ed avara vicina di casa ha avuto un infarto e non si trovano più 10000 €. Il probabile colpevole ha in realtà combinato ben altre e sostanziose truffe, mentre i soldi forse hanno avuto migliore destinazione. Un racconto interessante, con qualche frase in dialetto milanese, e con molti riferimenti storico-filosofici-letterari non proprio per tutti; ad esempio il titolo è mutuato dal nome del personaggio di “Delitto e castigo” accusato di aver ucciso un'usuraia.
- Libera concorrenza, di Dominique Manotti

Il responsabile di una multinazionale dell'energia francese incappa nella giustizia USA. La  macchina da guerra economico-politica americana è una rodata organizzazione che consente a lobby nordamericane di fagocitare aziende della vecchia Europa.
- Non si butta via nulla, di Marco Malvaldi [protagonista: Massimo Viviani]

Una giornata di pioggia nell'immaginaria cittadina toscana di Pineta vede tre arzilli vecchietti e la giovane commissaria di polizia Alice (quasi fidanzata del proprietario del bar, Massimo) alle prese con lo strano eccidio di una ventina di maiali.
Proprio mentre le bestie, di antica razza toscana, stavano per essere reimmesse in stato semibrado in un parco regionale sono state avvelenate.

## Edizioni
- A.A.V.V., La crisi in giallo, p. 290 Sellerio Editore, Palermo, 2015 – ISBN 9788838933363